# Шпринберг, Мойше
Мойше (Маурисио) Шпринберг (идиш משה נ. שפרינבערג‎; исп. Mauricio Sprinberg; 1891, Згурица, Сорокский уезд, Бессарабской губернии — 7 июня 1981, Буэнос-Айрес, Аргентина) — журналист и драматург.
Родился в бессарабском местечке Згурица в 1891 году (по некоторым данным в 1888 году). Родители: Янкев Шпринберг и Этл Слободяник.. С 1903 года — в Аргентине. Писал на идише и испанском языке.
Вместе с братом, журналистом и издателем Пинхусом-Дувидом (Педро) Шпринбергом, с 1913 года издавал в Буэнос-Айресе журнал «Штралн» (Лучи), а с 1923 года самостоятельно юмористический журнал «Пэнэмэр Ун Пэнэмлэх» (Лица и личики). В 1933 году отдельной книгой опубликовал одноактную пьесу «Дэрфолг» (Успех).

## Книги
- קאריקאטורען אלבום פון מענדעלע (альбом карикатур из Менделе). Буэнос-Айрес, 1924.
- דערפֿאָלג  (успех, пьеса). Буэнос-Айрес, 1933.